# 狗尾擬雀鯛
狗尾擬雀鯛，為鱸形目鱸亞目擬雀鯛科的其中一種，為熱帶海水魚，分布於西太平洋菲律賓民都洛及阿波礁海域，深度5-33公尺，本魚體延長，頭部橙色至橘紅色，身體紫紅色至紫色，尾鰭有一黑色新月狀斑紋，背鰭硬棘3枚；背鰭軟條25-26枚；臀鰭硬棘3枚；臀鰭軟條14-15枚，體長可達3.2公分，棲息在外海礁坡，生活習性不明。

## 擴展閱讀
維基物種上的相關：狗尾擬雀鯛